# Frédérique Bangué
Frédérique Bangué (Francia, 31 de diciembre de 1976) es una atleta francesa, especialista en la prueba de 4 × 100 m, en la que ha logrado ser subcampeona mundial en 2001.

## Carrera deportiva
En el Mundial de Edmonton 2001 ganó la medalla de plata en los relevos 4 x 100 metros, con un tiempo de 42.39 segundos, tras Alemania y por delante de Jamaica, siendo sus compañeras de equipo: Sylviane Félix, Muriel Hurtis y Odiah Sidibé.